# Phyllis Smith
Phyllis Smith (Saint Louis, 15 agosto 1949) è un'attrice statunitense.
È conosciuta principalmente per aver interpretato il personaggio di Phyllis Vance nella serie televisiva statunitense The Office e per aver doppiato il personaggio di Tristezza nei film d'animazione Inside Out (2015) e Inside Out 2 (2024)

## Biografia
Phyllis Smith nasce nel quartiere The Hill di Saint Louis in Missouri nel 1951. Si laurea nel 1972 all'University of Missouri-St. Louis dove le viene conferita la laurea in educazione elementare.
Terminati gli studi, durante gli anni '70 e '80, prima di intraprendere la carriera d'attrice fa qualche esperienza come ballerina professionista: è cheerleader per la vecchia squadra di football dei Saint Louis Cardinals e partecipa ad alcuni spettacoli di burlesque. Dopo un infortunio al ginocchio è costretta ad abbandonare il mondo della danza e inizia quindi a lavorare a Hollywood come direttrice di casting per serie televisive quali La signora del West, Spin City e Curb Your Enthusiasm.

### Carriera
La carriera d'attrice televisiva e cinematografica della Smith inizia nel 2005, anno in cui recita in un episodio della serie televisiva Arrested Development - Ti presento i miei ed entra a far parte del cast di The Office nel ruolo di Phyllis Vance. Il personaggio della taciturna responsabile delle vendite,  spesso in disaccordo con il pomposo manager dell'ufficio Michael Scott (interpretato da Steve Carell) viene creato appositamente per lei, ed è il ruolo per cui è maggiormente conosciuta dal grande pubblico. Grazie all'interpretazione di questo personaggio vince sia nel 2006 che nel 2007 uno Screen Actors Guild Awards nella categoria Screen Actors Guild Award per il miglior cast in una serie commedia. L'attrice interpreta questo ruolo per tutta la durata della serie, per un totale di 188 episodi.
Sempre nel 2005 recita anche per la prima volta in una pellicola cinematografica, interpretando un piccolo ruolo nel film 40 anni vergine, sempre accanto a Steve Carell. Successivamente recita anche nei film Bad Teacher - Una cattiva maestra, Butter e Alvin Superstar 3 - Si salvi chi può!, tutti usciti nel 2011, e, terminata The Office, recita in alcuni episodi delle serie televisive Tre mogli per un papà e The Middle in ruoli minori.
Nel 2015 presta la sua voce al personaggio principale Tristezza nel film d'animazione della Pixar Inside Out, grazie al quale ottiene un Annie Award.
Nel 2016 entra a far parte del cast principale della serie televisiva The OA, trasmessa in esclusiva sulla piattaforma streaming Netflix.

## Filmografia parziale

### Attrice

#### Cinema
- 40 anni vergine (The 40-Year-Old Virgin), regia di Judd Apatow (2005)
- I Want Someone to Eat Cheese With, regia di Jeff Garlin (2006)
- Bad Teacher - Una cattiva maestra (Bad Teacher), regia di Jake Kasdan (2011)
- Butter, regia di Jim Field Smith (2011)
- Alvin Superstar 3 - Si salvi chi può! (Alvin and the Chipmunks: Chipwrecked), regia di Mike Mitchell (2011)
- Barb e Star vanno a Vista Del Mar (Barb & Star Go to Vista Del Mar), regia di Josh Greenbaum (2021)

#### Televisione
- Arrested Development - Ti presento i miei (Arrested Development) – serie TV, episodio 2x14 (2005)
- The Office – serie TV, 188 episodi (2005-2013)
- Tre mogli per un papà (Trophy Wife) – serie TV, 3 episodi (2013)
- The Middle – serie TV, episodio 6x06 (2014)
- The OA – serie TV, 8 episodi (2016-2019)

### Doppiatrice
- Inside Out, regia di Pete Docter e Ronnie del Carmen (2015)
- Disney Infinity 3.0 – videogioco (2015)
- Il primo appuntamento di Riley (Riley's First Date?), regia di Josh Cooley – cortometraggio (2015)
- Inside Out 2, regia di Kelsey Mann (2024)

## Doppiatrici italiane
Nelle versioni in italiano delle opere in cui ha recitato, Phyllis Smith è stata doppiato da:
- Renata Biserni in The Office
- Lorenza Biella in Bad Teacher - Una cattiva maestra
- Stefanella Marrama in The OA

Da doppiatrice è sostituita da:
- Melina Martello in Inside Out, Il primo appuntamento di Riley, Inside Out 2, Dream Productions